# ニュージョージア島の戦い

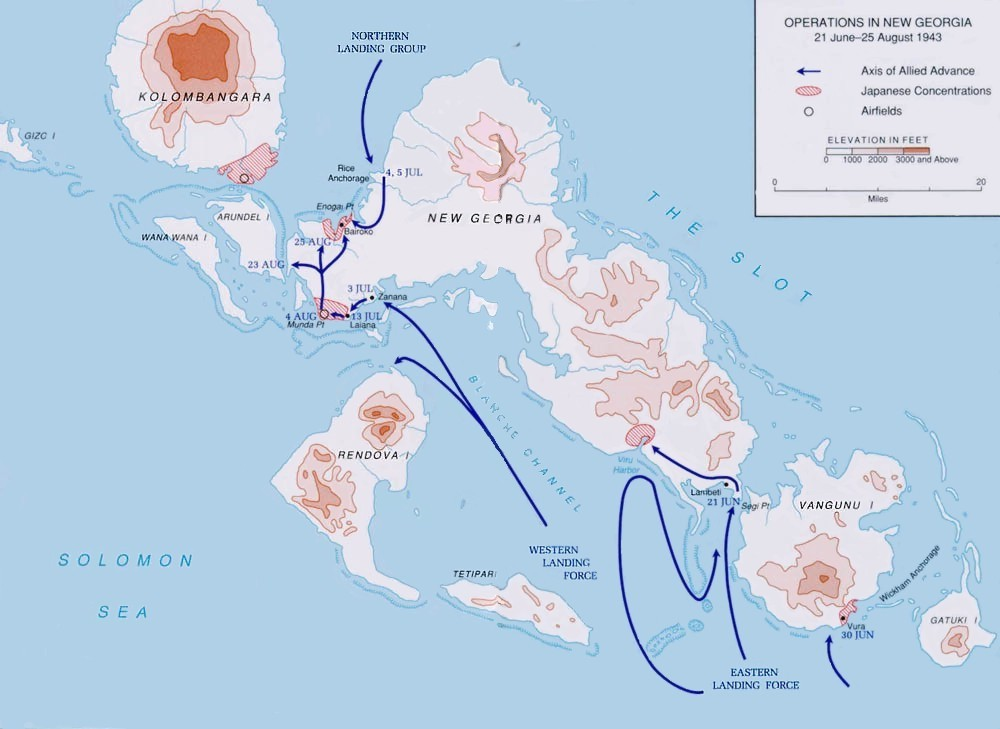
青い矢印が米軍の進路

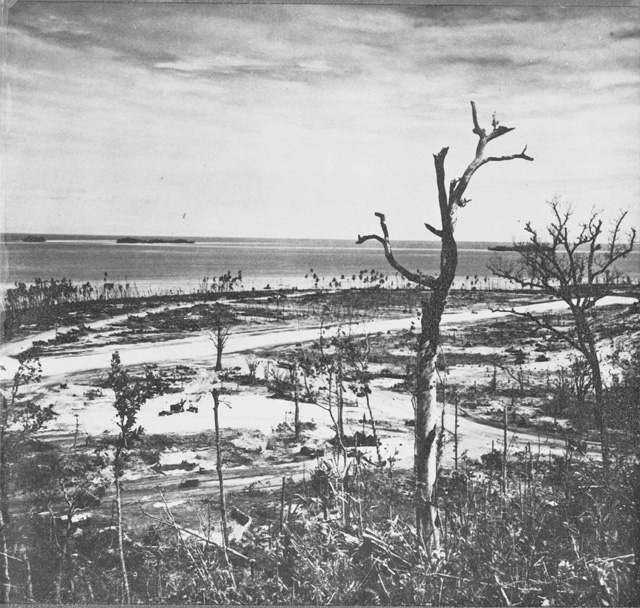
ムンダ飛行場

ニュージョージア島の戦い（ニュージョージアとうのたたかい、英: New Georgia Campaign）は、太平洋戦争におけるソロモン諸島のニュージョージア諸島を巡る戦闘の一つ。1943年（昭和18年）6月30日から10月初旬にかけて、日本陸海軍と連合国間で島嶼戦・航空戦・水上戦闘が繰り広げられた。

## 概要
1943年（昭和18年）2月初旬のガダルカナル島撤退後、南東方面作戦を担当する日本軍（南東方面艦隊、第八艦隊、第八方面軍）は中部ソロモンのニュージョージア諸島を防衛線に定めた。連合軍はカートホイール作戦を発動して反攻作戦を開始、6月30日に米軍がレンドバ島に上陸して始まった。既に制海権・制空権を喪失していた日本軍の輸送は小型艦艇（駆逐艦、潜水艦、漁船、大発動艇）に頼らざるを得ず（鼠輸送、もぐら輸送、蟻輸送）、阻止をはかる米艦隊との間で数回におよぶ海戦が生起した。一連の作戦により日本側は大きな被害を出し、この海域は“駆逐艦の墓場”と呼ばれた。
ここではニュージョージア諸島（レンドバ島、ニュージョージア島、コロンバンガラ島、ベララベラ島）をめぐる一連の戦闘を記述する。日本軍は8月中旬にニュージョージア島から撤退、10月2日にコロンバンガラ島から撤退（セ号作戦）、10月6日にベララベラ島から撤退、ニュージョージア諸島をめぐる攻防戦は連合軍の勝利で終わった。同時期、連合軍は東部ニューギニア方面でも攻勢に出て、日本軍は窮地に立たされていた。ニュージョージア島攻防戦の敗北は、大本営が絶対国防圏構想を推進する要因となった。

## 背景

### 日本軍の航空基地建設
1942年（昭和17年）7月2日、アメリカ軍はソロモン諸島における反撃作戦「ウォッチタワー作戦」を発動、8月7日にはアメリカ海兵隊がガダルカナル島に上陸しガダルカナルの戦いが始まった。日本軍苦戦の一因は、日本軍の航空基地ラバウル（ニューブリテン島）と、連合軍のガダルカナル島航空基地ヘンダーソン飛行場間の距離が遠すぎた事であった。第一段作戦時の基地航空隊の最大進出距離は約300浬（約560km、直線距離で東京～岡山程度）だったが、ラバウル～ガ島間は560浬（約1040km）もあったのである。これは日本海軍の零式艦上戦闘機でも往復約6時間がかかり、ガ島上空での戦闘可能時間は約15分にすぎず、パイロットに過酷な負担を強いる距離であった。
このため、日本軍はラバウルとガダルカナル島の中間に航空基地を建設することにした。だが日本軍の基地建設能力の低さは、作戦に深刻な影響を与えた。
まずブーゲンビル州のブカ島に飛行場が建設され、8月下旬より零戦の発着が可能になった。8月28日、第一航空戦隊（翔鶴、瑞鶴）航空隊の零戦30機（翔鶴飛行隊長新郷英城大尉）がブカ島に派遣され、陸上基地航空隊の零戦が増強されるまで滞在した。ブカ島の零戦隊はガ島の戦いで活躍した。
8月29日、ブーゲンビル島ショートランド諸島のショートランド泊地に水上機戦闘機と水上偵察機部隊を運用するＲ方面航空部隊が編成され、第十一航空戦隊司令官城島高次少将が指揮官を務めた。ショートランド泊地からガダルカナル島までは約280浬（約520km）であった。
9月5日、サンタイサベル島の北東岸レカタ湾に水上機基地が置かれ、日本軍水上機の偵察・哨戒の拠点となった。レカタ湾からガ島までは約135浬（約250km）であった。二つの基地を拠点に活動する水上機は警戒や対潜哨戒に投入され、ガ島輸送に従事する水上機母艦日進の直衛でも奮戦している。
10月上旬、ニュージョージア諸島ブーゲンビル島のブインに日本軍の航空基地が完成した。ブイン基地からニュージョージア島およびレンドバ島までは約130浬（直線距離で東京～豊橋ほど）、ブイン基地からガダルカナル島までは約300浬。ブイン基地からベララベラ島までは70浬（直線距離で東京～静岡ほど）であった。艦爆隊は10月8日に進出し、零戦隊は10月13日に進出した。
同年12月中旬、ニュージョージア島西部のムンダに日本軍の飛行場が完成し、同月23日に海軍航空隊252空の零戦24機が進出した。基地施設は不十分で衛生状態も劣悪であり、連合軍の激しい空襲により大損害を受けた。12月29日、残存3機がラバウルにむけ発進し、航空隊は撤退した。
12月下旬、ブーゲンビル島ショートランド諸島のバラレ島に飛行場が完成して第251海軍航空隊が進出した。バラレ島には日本陸軍の一式戦闘機と九九式双軽爆撃機も配備された。またコロンバンガラ島南部のベラ地区でも飛行場建設がはじまったが、完成度90パーセントで米艦隊の艦砲射撃で破壊された。
同年12月24日、大本営海軍部（軍令部）は南東方面の戦局の重大さを考慮し、ニューブリテン島のラバウルに司令部を置く第十一航空艦隊（司令長官草鹿任一海軍中将）と第八艦隊（司令長官三川軍一海軍中将）を合わせて南東方面艦隊（司令長官草鹿任一中将、第十一航空艦隊司令長官兼任）を新編した。日本陸軍において南東方面全般を担当するのは第八方面軍（司令官今村均陸軍大将）で、隷下にソロモン諸島を担任する第17軍（司令官百武晴吉陸軍中将）と、ニューギニア方面を担任する第18軍（司令官安達二十三陸軍中将）が編制されていた。また第八方面軍隷下に陸軍航空部隊の第六飛行師団が配属されていた。

### ガダルカナル島撤退後
1942年（昭和17年）12月31日に日本軍はガダルカナル島からの撤退を決定したが（1月4日、大海令第23号）、その後のソロモン諸島の防衛線をどこに置くかで陸海軍の意見が分かれた。陸軍はラバウルまでの後退を提案したが、海軍は制海権の確保のためソロモン諸島中部（ニュージョージア諸島）に防衛線を置くことを主張した。結果的に海軍の提案が採用された（1月3日、陸海軍中央協定）。1943年（昭和18年）2月、海軍の第8聯合特別陸戦隊（司令官大田実少将）4000名と設営隊3600名、陸軍の南東支隊（佐々木登陸軍少将。第38師団の歩兵第229聯隊など6000名）がニュージョージア諸島各地に派遣され、防衛力を強化した。日本陸軍の多くは、ガダルカナル島から撤退してきたばかりの消耗した部隊であった。なお作戦の重点を東部ニューギニアに置くか、ソロモン諸島に置くかの対立は、ガ島撤収後もくすぶり続けた。
紛糾の末にはじまった中部ソロモン諸島の強化だが、すぐに米軍の航空攻撃を受け輸送船2隻を喪失、早くも物資不足に陥ってしまった。
連合軍の制空権下では鈍足の輸送船を運用することは出来ず、日本軍は駆逐艦で輸送作戦を実施した（鼠輸送）。第八艦隊に所属する旧式駆逐艦（睦月型、神風型、峯風型）が輸送任務に奔走することになったが、激戦と激務により損傷艦が続出した。連合艦隊は第八艦隊に応援の駆逐艦を派遣したが、ニューギニア方面輸送作戦（ビスマルク海海戦など）を含めて大損害を出した。
3月5日、中部ソロモン諸島のコロンバンガラ島への輸送を終えて帰路についていた駆逐艦2隻（白露型村雨、朝潮型峯雲）は、クラ湾を航行中に米艦隊（大型軽巡洋艦3隻、駆逐艦3隻）の奇襲攻撃を受け、一方的に撃沈された。
5月8日には、駆逐艦萩風・海風と交代でコロンバンガラ島輸送作戦を実施していた第15駆逐隊（親潮、黒潮、陽炎）は、米軍が敷設した機雷に触雷して全滅した。
ソロモン諸島での制空権を取り戻すため、連合艦隊は空母機動部隊（第三艦隊、司令長官小沢治三郎海軍中将）の母艦航空隊すら陸上基地に転用し、3月下旬から4月中旬にかけてい号作戦を準備・発動した（4月7日、作戦開始。4月16日、作戦終了）。華々しい大本営発表とは裏腹に、米海上戦力に大きな損害を与えられず失敗した（4月18日、海軍甲事件勃発。連合艦隊司令長官山本五十六大将戦死）。ラバウルの航空部隊はガ島攻防戦の損害を回復することが出来ず、補充もままならなかった。しかし米軍はニューヘブリディーズ島から航空機を補充し、ソロモン各地で約500機の戦力を維持していた。ソロモン諸島における日本軍の劣勢は決定的なものとなった。
6月7日から16日にかけて、日本軍はソロモン群島方面航空撃滅戦「六〇三作戦」を実施する。事前航空撃滅戦を「ソ」作戦と呼称し、戦爆連合による敵機撃滅作戦と艦船攻撃を「セ」作戦と呼称する（コロンバンガラ島撤収作戦の「セ」号作戦とは別）。
ガダルカナル島でニュージョージア島侵攻作戦の準備中の連合国軍に対して数度に渡る大規模な航空攻撃を行ったが、逆に航空兵力を消耗した（6月18日、大本営発表によりルンガ沖航空戦と呼称）。作戦終了後、現地の陸海軍は「連合軍のソロモン諸島全面反攻はニュージョージア島、8月頃」という見解で一致した。
この頃、ニュージョージア島南方のウィックハム地区に造成中の飛行場が盛んに爆撃を受け、ムンダ地区への空襲も激化する。南東方面艦隊と第八艦隊は異状に気付いたが、特段の措置を講じなかった。偵察機は6月24日にサボ島で連合軍輸送船団を発見したが、悪天候で見失った。6月29日夜、ニュージョーア島南方ガッカイ島附近で呂号第百三潜水艦が駆逐艦5隻と輸送船団6隻を発見して報告した。

### レンドバ島上陸時の日本軍兵力
1943年（昭和18年）6月下旬時点の日本海軍において中部ソロモン諸島を担当していたのは、南東方面艦隊（司令長官草鹿任一海軍中将、第十一航空艦隊司令長官兼任）と麾下の第八艦隊（司令長官鮫島具重中将、4月1日附で補職。軍隊区分においては外南洋部隊）であった。外南洋部隊の麾下には外南洋部隊増援部隊（時期によっては夜襲部隊または襲撃部隊と呼称）があり、この部隊の指揮官は第三水雷戦隊司令官秋山輝男少将である。また潜水母艦「長鯨」所在のラバウルを拠点に南東方面部隊潜水部隊（第七潜水戦隊、第六艦隊からの臨時編入艦）が活動しており、後述の連合軍のレンドバ島上陸を受けて呂百型潜水艦複数隻が出撃した。これらの潜水艦は敵艦襲撃・ガダルカナル島方面交通遮断・前線基地への輸送・偵察など、各種の任務に従事した。6月29日に連合軍輸送船団を発見した呂103号も、こうして南東方面に展開していた1隻である。
5月末時点の中部ソロモン諸島日本軍防備隊は、海軍部隊約6,100名・陸軍部隊約5,500名、計約11,700名であった。6月末時点のニュージョージア島とコロンバンガラ守備隊は陸海軍総兵力約10,500名であったという。佐々木登陸軍少将指揮下の南東支隊司令部と大田実海軍少将の海軍陸戦隊の指揮所はムンダに置かれていた。
日本海軍の母艦航空部隊のうち第一航空戦隊（翔鶴、瑞鶴、瑞鳳）は日本本土で航空隊を再建中で、6月初旬の段階で実戦投入可能なのは第二航空戦隊（司令官酒巻宗孝少将）。二航戦は空母2隻（隼鷹、飛鷹）で編制されていたが、「飛鷹」は6月10日に潜水艦トリガーに雷撃されて大破、長期修理を余儀なくされた。そこで飛鷹航空隊を小型空母龍鳳（当時、第五十航空戦隊所属）に転用する。「龍鳳」は二航戦に編入されてトラック泊地に進出し、隼鷹と合流した。
日本海軍の南東方面における基地航空部隊は、ひきつづき第十一航空艦隊隷下の第二十五航空戦隊（司令官上野敬三少将、第五空襲部隊）がラバウルのブナカナウ飛行場を主基地として陸上攻撃機を運用し、第一五一航空隊はラバウルより偵察を実施、第二十六航空戦隊（司令官上坂香苗少将、第六空襲部隊）はブインを作戦基地として、激しい航空戦を繰り広げていた。第二十一航空戦隊（第一空襲部隊）は中部太平洋で訓練を実施、第八艦隊附属の第九五八海軍航空隊と第九三八海軍航空隊がラバウルとショートランド泊地に配備され、夜間偵察や哨戒を実施した。総兵力は約300機である。

### 連合軍の動向
ソロモン諸島を担当する連合軍は、ハルゼー海軍大将指揮下の南太平洋部隊であった。南太平洋部隊はソロモン諸島方面から、ニューギニア方面の南西太平洋方面部隊（ダグラス・マッカーサー元帥）はパプアニューギニア方面から、ニューブリテン島ラバウルに迫りつつあった。ニューギニア東岸には連合軍の航空基地が建設され、大型爆撃機が日本軍の基地に対して空襲を敢行していた。
ガダルカナル島攻防戦に勝利した連合軍は、中部ソロモン諸島攻略の足掛かりとして、1943年（昭和18年）2月21日にラッセル諸島を無血占領した。4月中盤には飛行場が完成し、従来の前進基地（ガダルカナル島、フロリダ諸島、エスピリトゥサント島）と並んで連合軍の拠点となった。ラッセル諸島の飛行場運用開始により、中部ソロモン諸島は連合軍小型機の行動圏内となった。空襲と並行して連合軍水上部隊による中部ソロモン諸島の艦砲射撃を実施したが、日本軍に与えた被害は少なかった。
連合軍にとっても、ニュージョージア島のムンダ飛行場と、コロンバンガラ島のベラ飛行場は脅威であった。米軍はムンダ飛行場を攻略しこれを自軍の飛行場として使用するためにニュージョージア島侵攻作戦を発動した。
ニュージョージア島侵攻はガダルカナル島の防衛に成功したアメリカ南太平洋軍（司令官はハルゼー海軍大将）がソロモン諸島沿いに進撃し、最終目標ラバウルに向かう反攻の最初の大規模作戦であった。
ニュージョージア島侵攻は5月中旬に予定されていたが、ヨーロッパ戦線でのイタリア本土上陸作戦の準備と大西洋の船団護衛に多量の航空機と艦艇が回されたため、ニュージョージア島侵攻は6月初に、ついで6月30日に延期になった。
米軍の当初の計画では7月4日までにニュージョージアの日本軍をほぼ駆逐できる見込みであった。

## 戦闘

### レンドバ上陸
米軍は1943年（昭和18年）6月21日の段階で、先遣部隊をニュージョージア島南部のビル島とウィックハム島に浸透させていた。つづいてニュージョージア島での作戦を掩護をするための砲台の設置を目的として、まず同島ムンダ沖合い10キロに浮かぶレンドバ島に侵攻した。1943年（昭和18年）6月30日早朝、米軍の輸送船6隻と駆逐艦8隻が襲来し、レンドバ島に5000名の部隊を上陸させた。上陸作戦を空母サラトガとヴィクトリアスが支援した。
日本軍守備隊は120名（140名とも）あまりで、上陸してきた米軍に一蹴された。同日中に事態を把握した日本軍（連合艦隊司令長官古賀峯一大将、南東方面艦隊司令長官草鹿任一中将）は麾下の水上部隊と基地航空部隊で反撃した。当時の南東方面海軍航空戦力は、零戦約70・艦爆約20・陸攻約40・陸偵5・水上機約40機であったという。まず第十一航空艦隊の零戦と陸攻が米揚陸艦隊に攻撃を行なった。
上陸部隊指揮官ターナー少将の旗艦マッコーリーを大破（のち沈没）せしめたものの、戦闘機による邀撃と対空砲火によって零戦12乃至14機・陸攻18乃至19機・零観7機を喪失、米艦隊の阻止に失敗した。ソロモン方面の基地航空部隊稼動兵力は、零戦約50・艦爆約20・陸攻26という状態になった。翌日の稼動機数は、零戦35・艦爆6・陸攻10・陸偵2であった。
この事態をうけて、基地航空部隊は内南洋で訓練中の第二十一航空戦隊（司令官市丸利之助少将）をラバウルに派遣した。連合艦隊司令部（司令長官古賀峯一大将、参謀長福留繁中将）は、トラック在泊の第二航空戦隊（隼鷹、龍鳳）から母艦航空部隊（零戦48、九九式艦爆36、九七式艦攻18、予備機若干）の南東方面転用と陸上基地進出を命じた。二航戦司令部はラバウルを経由してブインに進出し、同地に二航戦の将旗を掲げた。
翌日以降も日本陸海軍航空機による協同作戦が実施され、陸軍の九七式重爆撃機・一式戦闘機・三式戦闘機も戦闘に参加した。ある程度の戦果をあげたが、被害も大きかった。7月4日のレンドバ島協同作戦では零戦や一式戦に護衛されて陸軍の重爆17機が出撃するが8機を喪失、日本陸軍はソロモン方面に出動しなくなった。レンドバ島地上では米軍が物量と機械力を駆使しており、上陸開始後27時間で重砲の砲台を建設してムンダ方面への砲撃を開始した。
現地の日本軍では、駆逐艦を用いた緊急輸送を主張する陸軍と、駆逐艦を出し渋り「陸軍は今後10日間以内ぐらいで、大発動艇でレンドバ島を奪還してくれ」と希望する海軍側のすれ違いが続いた。7月2日に草鹿南東方面艦隊長官と今村陸軍大将（第八方面軍司令官）の会議が開かれた際、立ち会っていた陸軍参謀は「コレ程迄海軍ノ力ガ低下シテ居ルカト云フ事ヲ痛感セリ」と記録している。第八方面軍はレンドバ奪還を諦め、ムンダとコロンバンガラ島の確保を主眼とすることに決した。
7月3日、ムンダの日本軍南東支隊司令部で会議が開かれた。陸軍は海軍に「ニュージョージア島防衛にこだわった責任を取って支援部隊を送れ」と要求したが、海軍側は「ラバウルの航空部隊は消耗しており、艦隊は燃料不足で出撃できず」と返答した。佐々木支隊長（南東支隊長）はレンドバ島へ逆上陸して重砲を破壊することを提案し海軍に協力を求めたが大田実司令官はすぐに同意しなかった。上陸に必要な大発は米軍の砲撃で破壊されており、実行は不可能だった。こうした状況の中、レンドバ島逆上陸用の増強部隊をコロンバンガラ島に輸送するため、外南洋部隊増援部隊はコロンバンガラ島へ出撃する。第一回出撃（第22駆逐隊司令指揮）では米駆逐艦1隻を撃沈するが、輸送作戦は失敗した。
7月5日、三水戦の駆逐艦10隻（警戒隊3隻、輸送隊7隻）がコロンバンガラ島へむかうが（第二回出撃）、同日夜にクラ湾で米艦隊（軽巡3、駆逐艦4）に迎撃された。このクラ湾夜戦で日本海軍は軽巡洋艦ヘレナを撃沈し輸送は一応の成功をおさめたが、第三水雷戦隊旗艦新月が沈没して秋山三水戦司令官と三水戦司令部は総員戦死、他に駆逐艦長月を失い、損傷艦多数を出した。後任の三水戦司令官は伊集院松治大佐（当時、戦艦金剛艦長）であった。 

### 米軍ニュージョージア上陸

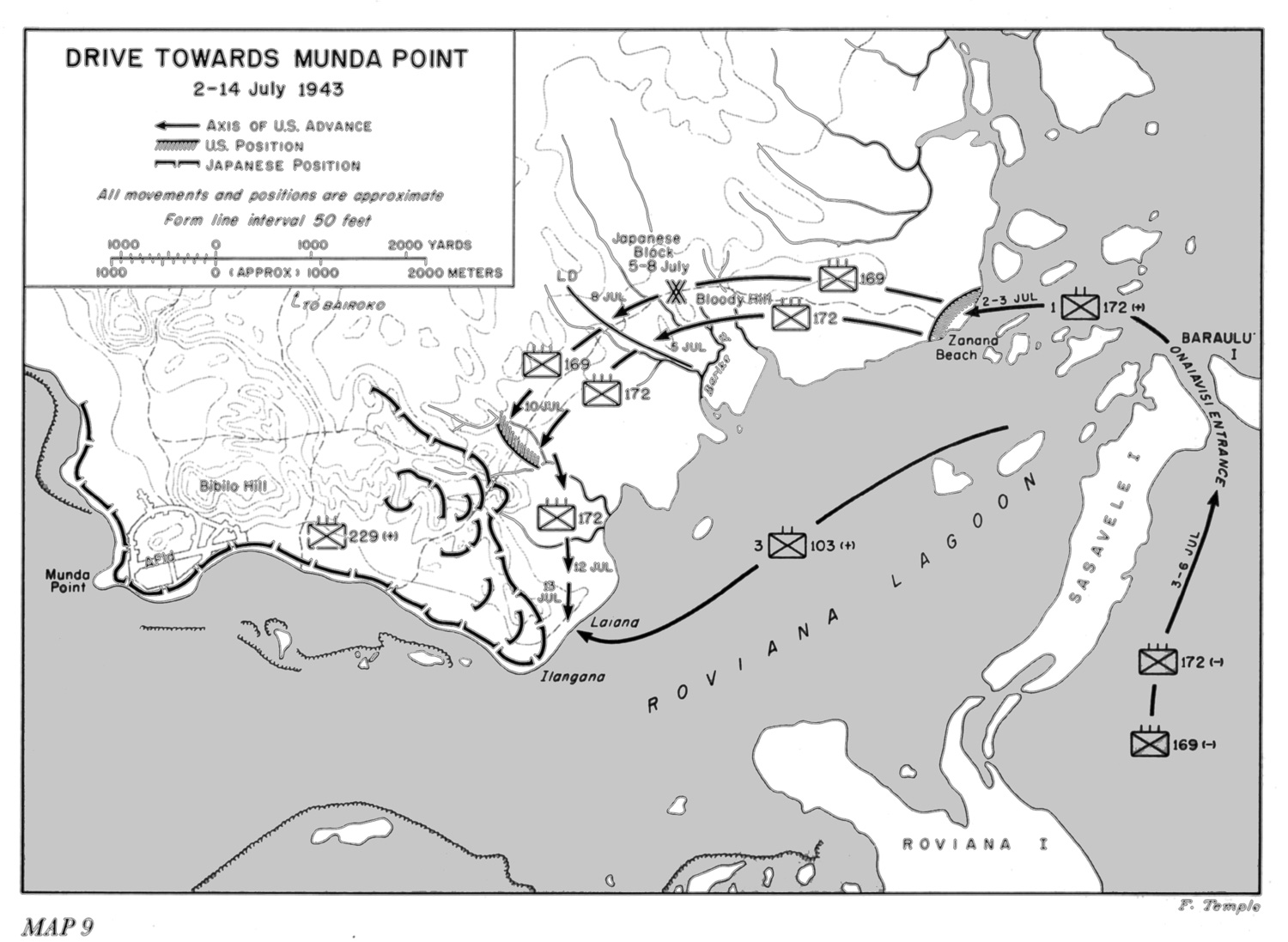
7月前半の戦況

7月4日深夜に、米軍は猛烈な砲爆撃の掩護の下ニュージョージア島西部の南岸ザナナに3000名を上陸させ、翌日に北岸のライスにも部隊を上陸させた。これを受けて佐々木支隊長は、逆上陸のため待機していた歩兵第13連隊をニュージョージア島北部に派遣する。上陸した同連隊はジャングルを横切り、15日にザナナの米軍に夜間斬り込みを行い戦果を挙げたが、夜明けと同時に猛烈な集中砲撃にさらされて射程外まで後退した。歩兵第229聯隊も米軍と交戦したが、機関銃を全て失ったため白兵戦を行なった。後退した第13連隊は22日に攻撃を再開し、28日には米第148歩兵連隊と交戦、百数十名を殺傷しトラック15台と速射砲5門を破壊したが、米軍の砲撃で連隊長の友成敏大佐が負傷した。
一方のアメリカ軍もジャングルと日本軍の抵抗に阻まれ、さっぱり前進できなかった。
7月6日、南東方面艦隊司令長官草鹿任一海軍中将（第十一航空艦隊司令長官兼任）は、司令部を後方のラバウルから最前線のブインに移した。第八艦隊（外南洋部隊、鮫島中将）も司令部をラバウルからブインに移し、作戦を指揮する。重巡「鳥海」を別任務にまわしたので、駆逐艦「雪風」が数日間だけ第八艦隊旗艦となった。全滅した三水戦司令部を再建するまで、第二水雷戦隊司令官伊崎俊二少将が外南洋部隊増援部隊を率いることになった。
7月12日、伊崎少将（旗艦神通）は輸送任務のため、軽巡1隻と駆逐艦9隻（警戒隊6、輸送隊4）を率いてコロンバンガラ島へむかう。これを阻止しようとする米海軍・ニュージーランド海軍の巡洋艦部隊（軽巡3、駆逐艦10）との間で夜間水上戦闘となった。この海戦で日本軍は勝利し、輸送任務も達成した。だが日本側も旗艦神通を喪失し、第二水雷戦隊司令部は全滅した（伊崎少将戦死）。
7月15日、第751航空隊派遣の一式陸上攻撃機8機と零戦44機が空襲に向かうが、米軍機に迎撃されて陸攻5・零戦5を喪失する。以後、陸攻の昼間強襲は中止された。7月17日、ブインとショートランド泊地は米軍機合計約290機による大空襲をうける。この空襲でショートランド泊地所在の駆逐艦初雪（第11駆逐隊）が沈没、複数隻（望月、皐月、水無月）が内地回航修理を必要とする被害を受けた。
それでも度重なる夜戦で米軍に大損害を与えたと判断した外南洋部隊は、重巡洋艦鳥海と第七戦隊司令官西村祥治司令官の重巡（熊野、鈴谷）および第三水雷戦隊をコロンバンガラ島に派遣し、米艦隊の撃滅を試みた。だが7月19日-20日の出撃時に夜間空襲を受けて重巡熊野が大破、駆逐艦2隻（夕暮、清波）が沈没して失敗した。同時期には水上機母艦日進と駆逐艦3隻が、戦車・砲兵・弾薬と兵員を満載してラバウルを出発、ブインにむかう。到着直前の7月22日、日進は大規模空襲を受けて撃沈された。
同時期にはトラック泊地を出撃した日本軍の大型潜水艦も南東方面で活動を開始し、7月20日には伊号第十一潜水艦がソロモン諸島南方で軽巡洋艦ホバートを雷撃して戦線離脱に追い込むが、伊号第百六十八潜水艦のようにラバウルへ進出中に撃沈される艦もあった。

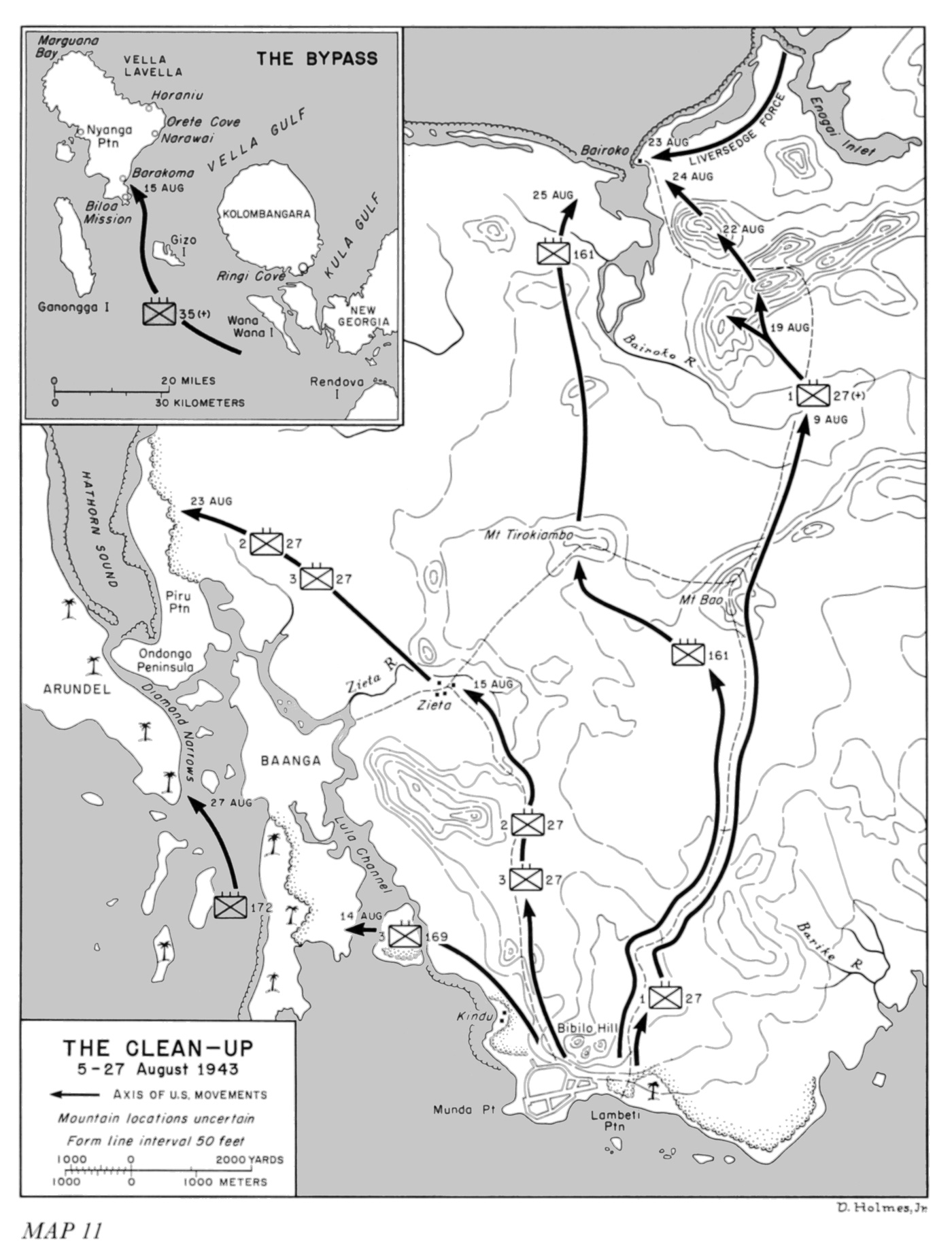
8月の戦況

7月25日、米第14軍は猛烈な砲爆撃の掩護の下、M3軽戦車六両を先頭にムンダへの攻勢を開始した。対戦車装備の乏しい日本軍は破甲爆雷を用いて肉弾戦を行なったが、多大な損害を出した。7月31日、南東方面艦隊は佐々木陸軍少将（ニュージョージア方面防備部隊指揮官）にムンダ戦線の縮小を下令した。守備隊は8月3日～8月4日にムンダ飛行場を放棄し、戦線を縮小した。8月5日までに各大砲の砲弾は底を突いた。8月6日、マッカーサー司令部はムンダの占領を発表した。8月8日、日本軍防備部隊司令部はコロンバンガラ島に後退した。

### 米軍のベララベラ上陸と日本軍のニュージョージア放棄
連合軍上陸から約20日後の7月20日頃、日本軍上級部隊（大本営陸海軍部、連合艦隊、南東方面艦隊、第八方面軍）は9月上旬頃の中部ソロモン撤退とブーゲンビル島以北の防備強化の方針を確認していた。ただし現地では、駆逐艦によるコロンバンガラ島への鼠輸送が従来どおり実施されていた。ラバウルやブインからコロンバンガラ島までは駆逐艦で輸送し、コ島からは大発動艇等による蟻輸送でニュージョージア島へ増援兵力を送り込んだ。米軍は水雷戦隊や魚雷艇を派遣して邀撃し、8月1日には、輸送部隊護衛中の駆逐艦天霧が、ジョン・F・ケネディ中尉（後のアメリカ大統領）艇長の魚雷艇「PT-109」を体当たりで撃沈している。
ニュージョージア諸島の戦局も、転機を迎えつつあった。南東方面艦隊司令部（草鹿任一中将）は、8月3日にブインからラバウルに戻った。また東部ニューギニア方面防備部隊と北部ニューギニア方面部隊は、南東方面部隊指揮官（草鹿中将）の直轄部隊となった。日本軍の航空兵力は枯渇しつつあり、前述のように第二航空戦隊（司令官酒巻宗孝少将。空母龍鳳、隼鷹）の航空隊がラバウルからブインに派遣され、陸上攻撃や敵艦隊攻撃に加えて、日本側水上部隊の掩護やレンドバ島の魚雷艇基地襲撃などの任務に従事していた。その二航戦の派遣兵力も、連日の激戦とパイロットの疲労により加速度的に被害を増やす。消耗した二航戦は酒巻司令官をふくめ人員・機材ごと第二十六航空戦隊に編入され（9月1日附。後任の二航戦司令官は城島高次少将）、母艦航空兵力を失ってしまった。
またラバウル所在の第二十五航空戦隊・第251航空隊に配備された夜間戦闘機月光は、B-17重爆やB-24重爆などを迎撃した。日本陸軍は、第4航空軍を編制して第八方面軍に編入し、南東方面航空戦に備えた。
一方ムンダ飛行場を奪取した米軍はニュージョージア島に重砲を設置、コロンバンガラ島への砲兵射撃を開始する。前述のようにニュージョージア島の日本軍守備隊は追い込まれてムンダ地区から撤収しており、次に米軍の目標となるであろうコロンバンガラへの増援輸送は急務となった。その一環として、同島のビラ飛行場への増援輸送が実施された。
8月6日の輸送作戦は、軽巡川内と駆逐艦4隻でおこなわれ、このうち駆逐艦4隻は増援部隊約950名と物資55トンをラバウルからコロンバンガラ島へ輸送する（川内はブインまで）。米軍は日本側の動向を察知しており、駆逐艦6隻をベララベラ島沖に配置した。アメリカ側の奇襲攻撃により日本側萩風、嵐、江風は一方的に撃沈され、時雨のみ生還した。
この輸送失敗によってニュージョージア島での敗北は決定的となり、佐々木支隊長はコロンバンガラ島への撤退を第八方面軍司令部に打電した。だが、司令部より「ムンダ飛行場を砲撃して敵に使わせないのが任務だ」と反対された。
コロンバンガラ島の防備が厚いと見た米軍は、同島の迂回を決定した。8月15日、米軍第25歩兵師団約6000名はベララベラ島南東部に上陸を開始し、コロンバンガラ島とニュージョージア島は後方を遮断される形となった。ブーゲンビル島ブイン基地からベララベラ島までは約70浬程度しかなく、同島周辺でおこなわれる海戦の砲声がブインで聞こえるほどであったという。
ベララベラ島の日本軍守備隊（鶴屋好夫陸軍大尉、通称「鶴屋部隊」）は600人にすぎず、たちまち苦戦に陥った。日本軍基地航空隊は空襲を実施したが、とくに戦果はなく連合軍の進撃を阻止できなかった。上陸したアメリカ軍は陣地を構築し、シービーズが飛行場の建設を始めた。やがて、アメリカ軍に対する反撃がないと確信すると、上陸部隊は海岸沿いに二手に分かれて戦線を北上させ、またニュージーランド軍部隊を呼び寄せて戦力の増強を行った。
8月13日、大本営陸海軍部は中部ソロモンを巡り陸海軍中央協定を締結した（大海指第267号）。軍令部総長の奏上時、昭和天皇は地上部隊の勇戦を認めるとともに「今度ハ一ツシッカリシテ、敵ニ打撃ヲ与ヘルヤウ成ルベク早ク準備セヨ」と指導した。8月14日から19日にかけて、東京で大本営陸海軍部協同の大規模図上演習が行われた。
大本営が図上演習を開催中の8月15日、古賀長官は連合艦隊第三段作戦命令を発令する（機密聯合艦隊命令作第30号）。南東方面に関しては「当分ノ間主作戦ヲ南東方面ニ指向シ、航空作戦ヲ主体トシ、陸軍ト協同シテ敵ノ進攻兵力ヲ撃砕シ、我戦力ノ充実ヲ待ッテ攻勢ニ転ジ、邀撃帯ヲ逐次推進シテ要域ヲ確保スル」と示され、ソロモン諸島に関しては「中部『ソロモン』要地ハ概ネ所在兵力ヲ以テ敵進攻作戦ヲ撃破シ、極力持久ヲ策スル、此ノ為ニ所要ノ期間有力ナ航空兵力ヲ此ノ方面ニ集中スル」と示された。
8月17日、日本軍はベララベラ島ホラニウを強化するため陸軍二個中隊と海軍陸戦隊をおくることに決し、舟艇隊（大発動艇、内火艇、漁船改造駆潜艇）による輸送部隊を編成した。これを三水戦司令官伊集院松治大佐（旗艦「漣」）指揮下の駆逐艦4隻（漣、磯風、浜風、時雨）が護衛した。米艦隊はフレッチャー級駆逐艦4隻で応戦し、駆逐艦同士の海戦は引き分けに終わる。日本側の輸送は成功したが、特設駆潜艇2・大発動艇1・内火艇1隻を失った。日本軍の補給は、大発動艇による蟻輸送や、機帆船による輸送に頼らざるを得なくなっていた。
8月下旬、日本軍はサンタイサベル島レカタの水上機基地を撤収することに決し、駆逐艦3隻（磯風、浜風、時雨）でレカタからブインへ撤収した。
この時期になると連合軍は中部ソロモン諸島の制空権を掌握し、日本軍航空部隊は進撃どころか後方拠点ブインの防戦に追われるようになった。ブイン派遣の第二航空戦隊も消耗し、現地の基地航空部隊に吸収されている（詳細前述）。この状況下、ベララベラ島への米軍上陸は、中部ソロモン放棄の決定打となった。
9月15日、日本陸海軍司令部はコロンバンガラ島とニュージョージア島の放棄を決定した。まず8月30日までにニュージョージア島の部隊が、大発と小型船を使ってコロンバンガラ島に転進した。佐々木支隊長は、コロンバンガラ島の安全を確保するためアルンデル島に第13連隊を派遣した。9月15日、第13連隊長友成敏大佐の乗った舟艇は上陸途上で米軍に発見されてしまった。猛烈な砲撃を受けて艇は沈没し、友成大佐は壮烈な戦死を遂げた。アルンデル島は第13連隊によって確保され、米軍に損害を与えてその進撃を阻止した。9月21日、アルンデル島の日本軍部隊はコロンバンガラ島とギゾ島に転進した。

## セ号作戦

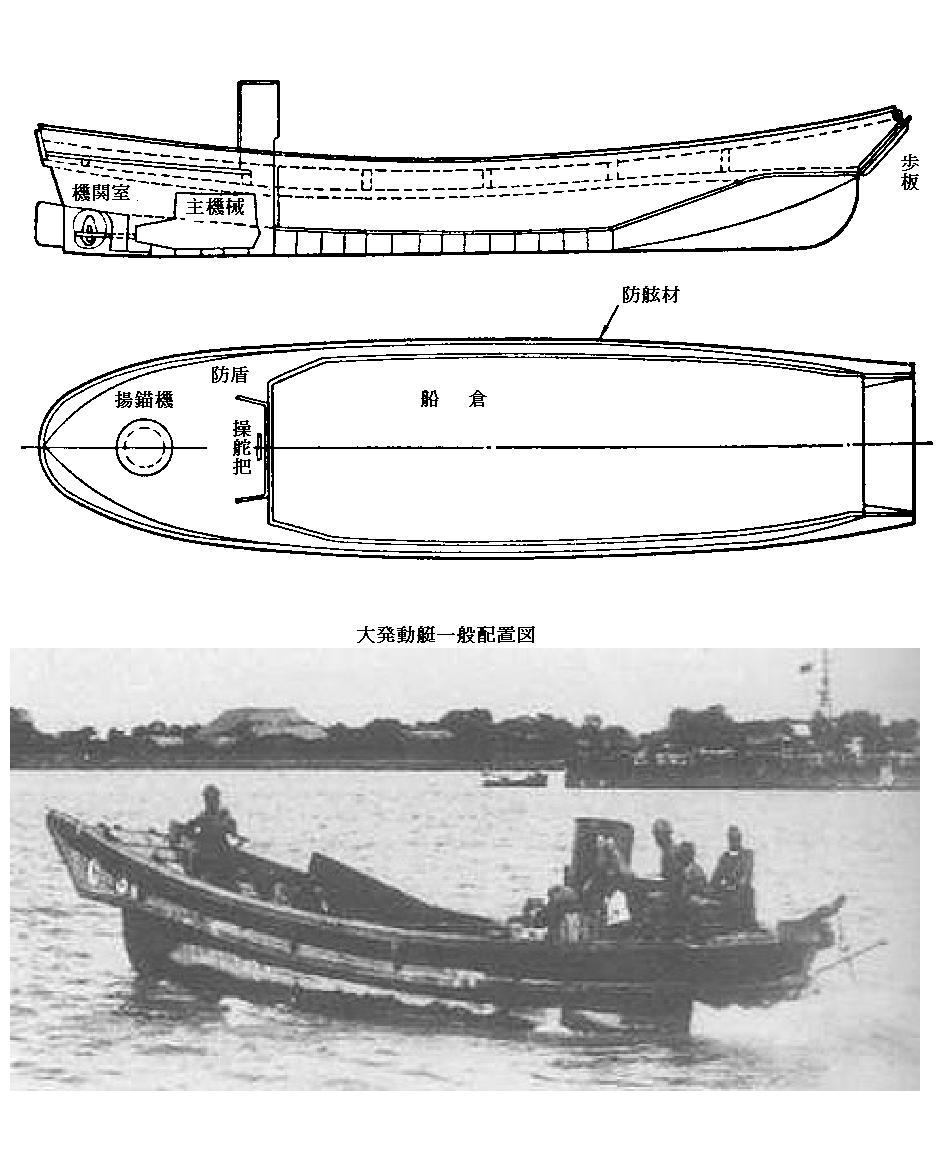
撤退作戦に使用された大発動艇

当時、第八艦隊はブーゲンビル島ブインの第一根拠地隊司令部を間借りしていた。9月15日、日本軍はコロンバンガラの放棄を決定する。この新情勢に関し、同艦隊参謀の木阪義胤中佐は、コロンバンガラ島からの撤退作戦を立案した。コ島からの撤収作戦は「セ」号作戦と命名された。この作戦の目的は、コロンバンガラ島に集結した日本軍12,000名を、チョイセル島を経由してブーゲンビル島に撤退させることである。チョイセル島とコロンバンガラ島は最短で48キロしか離れておらず大発などの舟艇を多用することとなったが、収容可能な人数が少ないため2往復する事となった。また、外南洋部隊襲撃部隊（第三水雷戦隊）の殆どの駆逐艦を投入する作戦となった。第八艦隊側は「狭い海峡なので鳥海級巡洋艦は投入しない」と説明した。

### 参加兵力
○外南洋部隊（指揮官鮫島具重海軍中将・第八艦隊司令長官）

- 外南洋部隊機動舟艇部隊[214]　（芳村正義陸軍少将・陸軍第二船舶団長）[215]
  - 陸軍船舶工兵第2、第3連隊
  - 第2揚陸隊
  - 海軍舟艇部隊（種子島洋二海軍少佐、通称「種子島部隊」）[210]
    - 大発40隻、艦載水雷艇9隻、魚雷艇1隻

  - 呉鎮守府第7特別陸戦隊
- ニュージョージア方面守備隊[216]
  - 南東支隊　（佐々木登陸軍少将・南東支隊長）
    - 歩兵第229連隊
    - 歩兵第13連隊
    - 独立山砲第10連隊
    - 第15野戦防空司令部
    - 独立野戦高射砲第58大隊
    - 独立野戦高射砲第41大隊
    - 独立速射砲第2大隊

  - 第8聯合特別陸戦隊　（司令官大田実海軍少将）
    - 横須賀鎮守府第7特別陸戦隊
    - 呉鎮守府第6特別陸戦隊
    - 第21防空隊
    - 第17設営隊
    - 第19設営隊
- 外南洋部隊襲撃部隊[217]（指揮官伊集院松治大佐・第三水雷戦隊司令官）
  - 巡洋艦川内（ラバウル所在[218]。作戦中、三水戦司令官は駆逐艦「秋雲」に座乗）[219]
  - 駆逐艦12隻
第二艦隊・第三艦隊からの臨時編入艦（陽炎型〈磯風、秋雲〉、夕雲型〈夕雲、風雲〉、白露型〈時雨、五月雨〉）
第八艦隊・第三水雷戦隊の所属艦（吹雪型〈天霧〉、睦月型・神風型〈皐月、文月、水無月、松風、望月〉）

### 第一次撤収作戦
9月18日夕刻、襲撃部隊支援のもと機動舟艇部隊はブーゲンビル島ブインを進発し、チョイセル島の基地に入った。沿岸に大発を隠匿したが、一連の行動は米軍に察知されており、9月20日に米軍機の攻撃によって大発10隻を喪失した。
芳村少将（機動舟艇部隊指揮官）は9月26日に作戦実行を下令し、翌日、機動舟艇部隊はチョイセル島を出発してコロンバンガラ島に向かった。夜間にコロンバンガラ島に近づいたところを米軍の駆逐艦5隻とそれに援護された魚雷艇群に発見され大発4隻（陸軍3、海軍1）を失ったが、他の大発はコロンバンガラ島への突入に成功した。同島では受け入れと撤退準備が整っており、接岸した大発を迅速に偽装して夜を待った。
9月28日午前2時、第三水雷戦隊司令官伊集院松治大佐（旗艦「秋雲」）指揮下の外南洋部隊・襲撃部隊（夜襲部隊、輸送隊、警戒隊、陽動隊）はラバウルを出撃、コロンバンガラ島へ向かった。コロンバンガラ島では同日夜に兵士約5,000名を載せ、海軍舟艇部隊は洋上の駆逐艦4隻（輸送隊〔皐月、水無月、文月〕、警戒隊〔天霧〕）と合流し、兵士を移乗させた。陸軍の船舶工兵大隊の舟艇はチョイセル島へ直接向かい無事到着した。移動中米軍の魚雷艇6隻が来襲し大発2隻を失ったが、米魚雷艇は駆逐艦と大発に挟み撃ちにされ撃退された。翌29日から30日にかけて1,100名の兵士を乗せコロンバンガラ島を出発した海軍舟艇部隊は、米駆逐艦4隻とそれに援護された魚雷艇群に発見され大発1隻を失ったが、他はチョイセル島にたどり着いた。29日12時30分、襲撃部隊はラバウルに帰投した。
10月1日午前3時、撤収部隊（磯風、時雨、五月雨、望月）はラバウルを出撃した。偵察機からは巡洋艦2隻と駆逐艦複数隻を含む米艦隊の情報が入った。午後8時頃、駆逐艦「望月」は陸軍部隊収容のため分離してコロンバンガラ沿岸にむかい、3隻（磯風、時雨、五月雨）はコロンバンガラ北方を哨戒する。米艦隊は日本側の射程にはいらず、睨み合いが続いた。夜間爆撃を受けたが被害はなく、撤収部隊4隻はラバウルに帰投した。

### 第二次撤収作戦
10月2日午前3時、駆逐艦「夕凪」を加えた襲撃部隊（輸送部隊は皐月、文月、水無月）はラバウルを出撃したが、夕凪と松風は故障のため引返し、第27駆逐隊（時雨、五月雨）は警戒隊にまわった。前回出撃した五月雨は燃料に不安があり、ブーゲンビル水道通過後に反転してラバウルに帰投した。
同日夜、機動舟艇部隊はチョイセル島を発進した。
米軍は第一次撤収作戦を受けて哨戒を強化しており、移動中の機動舟艇部隊は米駆逐艦6隻に発見された。機動舟艇部隊の各艇は散り散りとなってコロンバンガラ島に突入した。機動舟艇部隊は全ての部隊を収容し、同日夜にコロンバンガラ島を離れた。
洋上では、日本軍襲撃部隊と米艦隊（巡洋艦3、駆逐艦3）との間で砲戦・魚雷戦が繰り広げられた。駆逐艦「水無月」が被弾して小破した。日本側駆逐艦は魚雷を発射してラバウルに後退した。のこされた機動舟艇部隊はそのままチョイセル島に脱出した。米軍の駆逐艦や魚雷艇の掃討により、最終的に投入した大発の半数を失ったが、日本兵約1万2千名（舟艇機動で8000名、駆逐艦で4000名）を脱出させることに成功した。

### ベララベラからの撤収作戦
ベララベラ島に上陸した連合軍は9月になって進撃を開始し、日本軍守備隊は島の北西部に追い詰められていた。
コロンバンガラ島からの撤退に伴いベララベラ島を維持する必要がなくなったため、第八艦隊は南東方面艦隊の反対を押し切る形で同島守備隊（鶴屋部隊）の撤退作戦を発動した。参加兵力は、第三水雷戦隊司令官伊集院松治大佐直率の夜襲部隊（第10駆逐隊〈秋雲〔三水戦旗艦〕、風雲、夕雲〉、第17駆逐隊〈磯風〉、第27駆逐隊〈時雨、五月雨〉）、第22駆逐隊司令金岡圀三大佐指揮下の輸送部隊（文月、夕凪、松風）、収容部隊（第31駆潜隊、艦載水雷艇、大発動艇）及び護衛戦闘機である。これを迎撃するため米軍駆逐艦6隻が出動し、このうち3隻が日本軍水雷戦隊と交戦した（10月6日-7日、第二次ベララベラ海戦）。日本側は「夕雲」が沈没、米軍は「シュバリエ」が沈没し他2隻が大破、ベララベラ島からの鶴屋部隊撤収も成功した。

## アメリカ側の教訓
米軍のニュージョージア島上陸からムンダ飛行場占領までの経過は順調なものではなく、7月4日までに占領するという事前計画より多くの日数と損害を要することになり、戦闘の途中で占領部隊司令官の更迭も行われた。ジャングルを通って敵飛行場に接近し占領するという困難な問題（ガダルカナル島で日本軍が解決できなかった問題）を経験した米軍はこの苦い経験により、その後の作戦計画を次のように変更した。

- 日本軍の防備が厚いコロンバンガラ島の飛行場を占領する代わりに、防備が薄いベララベラ島を占領して飛行場を建設する[247]。
- ブーゲンビル島の日本軍飛行場を攻略する代わりに、同島の別の場所（タロキナ岬）に飛行場を建設する[248]。

また、1943年8月に統合参謀本部が発表した指令書は「ラバウルは占領するよりもむしろ無力化すべきである」と述べている。

歴史家のアントニー・ビーヴァーは「アメリカ軍にとって、ニュージョージア島をめぐる攻防戦は、その慢心を一気に冷やす経験だった」と述べた。